# Pielomastax tenuicerca
Pielomastax tenuicerca is een rechtvleugelig insect uit de familie Episactidae. De wetenschappelijke naam van deze soort is voor het eerst geldig gepubliceerd in 1989 door Xia & Liu.